# White Light (The Corrs-album)
White Light er det sjette studiealbum fra den irske folkrockgruppe The Corrs. Det udkom den 27. november 2015. Det er gruppens første studiealbum i 10 år efter Home fra 2005, og deres første med nyt materiale siden 2004. Albummet markere gruppens tilbagevenden til musikscenen 10 års pause.

## Baggrund
The Corrs gik i studiet i maj 2015 efter en pause på 10 år, hvor gruppens medlemmer har stiftet familie og forfulgt solokarrierer. Sharon fortalte Vibe Magazine, at det var Caroline der startede det og sagde: "Jeg tror hun har tænkt på det i et stykke tid." inden hun fortsatte sagde hun "Vi har aldrig sagt aldrig, vi er en familie, vi var ikke gået fra hinanden – det ville have været alt for seriøst og katastrofalt. Hun ringede til os alle, og vi var alle åbne overfor ideen.” Deres tid i studiet blev ikke gjort offentligt til at starte med, som Sharon forklarede "Vi gjorde det heele på en meget organisk måde, fuldstændigt under radaren. Vi fortalte ikke nogen om det, og vi gik bare i et studie i London. Vi skrev alt vores materiale hjemme, og medbragte det og fandt ud af, at vi havde nogle gode ideer sammen. Magien var der lige med det samme.”
Jim fortalte på Magic Radio at han mente at albummet "nok var det bedste album vi har lavet. Vi er virkeligt stolte af det, og håber at vores fans vil elske det lige så meget."

## Udgivelse
Den 19. oktober 2015 blev førstesinglen "Bring on the Night" spillet for første gange på BBC Radio 2. Singlen blev udgivet som digital download den 30. oktober 2015. På The Corrs' officielle YouTubekanal blev der uploadet en video med teksten til sangen den 30. oktober 2015. En egentlig musikvideo blev udgivet 11. nvoember 2015.
Albummet debuterede som nummer 11 på UK Albums Chart med 27.648 solgte eksemplarer den første uge. Den 1. januar 2016 blev albummet certificeret guld af BPI for mere end 100.000 solgte eksemplarer.
For at promovere albummet yderligere drog gruppen på en verdensturne i Europa i  2016.

## Modtagelse
White Light modtog blandede anmeldelser af musikkritikerne. Neil Yeung fra AllMusic gav albummet fire ud af fem stjerner og skrev at "denne samling lyder som om at de er fortsat direkte efter deres sidste album og ikke som om at de er vendt tilbgae til scenen efter ti år." Adrian Thrills fra Daily Mail gav albummet tre ud af fem stjerner og skrev at "på trods af sine mere voksne temaer, finder White Light The Corrs der generobrer en vindende lyd, der stadig er en af de mest markante inden for popgenren."

## Spor
Alle sange er skrevet af The Corrs, på nær "Kiss of Life" der er skrevet af The Corrs, John Shanks og Natasha Bedingfield; og "Unconditional" der er skrevet af The Corrs, Shanks og Ruth-Anne Cunningham.
| #   | Titel                                       | Producer(s) | Længde |
| --- | ------------------------------------------- | ----------- | ------ |
| 1.  | "I Do What I Like"                          |             | 3:36   |
| 2.  | "Bring On the Night"                        |             | 4:16   |
| 3.  | "White Light"                               |             | 3:15   |
| 4.  | "Kiss of Life"                              |             | 3:58   |
| 5.  | "Unconditional"                             |             | 3:54   |
| 6.  | "Strange Romance"                           |             | 3:40   |
| 7.  | "Ellis Island"                              |             | 5:03   |
| 8.  | "Gerry's Reel" (instrumental)               |             | 3:20   |
| 9.  | "Stay"                                      |             | 3:08   |
| 10. | "Catch Me When I Fall"                      |             | 5:28   |
| 11. | "Harmony"                                   |             | 4:34   |
| 12. | "With Me Stay" (Akustisk version af "Stay") |             | 3:42   |

## Hitlister
| Hitliste (2015–16)            | Højeste placering |
| ----------------------------- | ----------------- |
| Australien (ARIA)             | 18                |
| Østrig (Ö3 Austria)           | 13                |
| Belgien (Ultratop Flanderen)  | 32                |
| Belgien (Ultratop Vallonien)  | 28                |
| Tjekkiet (ČNS IFPI)           | 41                |
| Holland (Album Top 100)       | 17                |
| Frankrig (SNEP)               | 28                |
| Tyskland (Media Control)      | 11                |
| Ungarn (MAHASZ)               | 10                |
| Irland (IRMA)                 | 10                |
| Italien (FIMI)                | 74                |
| Japanese Albums (Oricon)      | 103               |
| Spanien (PROMUSICAE)          | 25                |
| Schweiz (Schweizer Hitparade) | 7                 |
| Storbritannien (OCC)          | 11                |

| Hitliste (2015)           | Placering |
| ------------------------- | --------- |
| Hungarian Albums (MAHASZ) | 73        |
| UK Albums (OCC)           | 63        |

## Certificeringer
| Land                | Certificering | Salg    |
| ------------------- | ------------- | ------- |
| Storbritannien(BPI) | Guld          | 100.000 |